# Плато, Дана
Да́на Мише́ль Пла́то (англ. Dana Michele Plato), урождённая Стрейн (англ. Strain; 7 ноября 1964, Мейвуд, Калифорния, США — 8 мая 1999, Мур, Оклахома, США) — американская актриса, наиболее известная благодаря роли Кимберли Драммонд в ситкоме «Различные ходы».

## Ранние годы
Дана Мишель Стрейн родилась в Мейвуде, Калифорния, у 16-летней Линды Стрейн, у которой к тому времени уже был полуторагодовалый ребёнок. Линда Стрейн отдала девочку в детский дом. В июне 1965 года её удочерили Дин и Флорин «Кей» Плато и воспитывали в долине Сан-Фернандо, Лос-Анджелес. Родители развелись, когда девочке было 3 года.

## Карьера
Кей Плато начала водить маленькую Дану по прослушиваниям. К семи годам Плато снималась в телевизионной рекламе различных организаций, среди которых Kentucky Fried Chicken, Dole и Atlantic Richfield. По её словам ей предлагали две высокооплачиваемые роли в кинематографе: роль Риган Макнил в фильме «Изгоняющий дьявола» (1973) и роль в фильме «Прелестное дитя» (1978). По версии Плато, её мать отвергла оба предложения, то ли опасаясь, что девочка будет актрисой «одной роли», то ли из-за сюжета. Сценарист фильма «Изгоняющий дьявола» Уильям Питер Блэтти писал в книге «Бывшие дети-актеры: история наименее востребованных Америки», что он не помнит, чтобы Плато предлагали роль.
Плато впервые появилась на большом экране в 1977 году в фильме «Возвращение в Бугги Крик». Также она снялась в фильмах «Калифорнийский отель», «Американская школа» и «Изгоняющий дьявола 2».
В 1978 году на NBC вышел ситком «Различные ходы», в котором Плато получила одну из главных ролей. Какое-то время её гонорар составил 100 тысяч долларов за эпизод. Плато снималась в сериале до 1984 года до того, как она забеременела от своего парня, музыканта Лэнни Ламберта. Продюсеры шоу не смогли вписать беременность в сюжет, поэтому Плато была уволена. Хотя ходили слухи о её пристрастии к наркотикам и другим проблемам во время съёмок, продюсеры утверждали, что увольнение произошло только из-за беременности. Плато вернулась на несколько эпизодов в заключительном сезоне сериала, который шёл на ABC, в том числе во время эпизода, где Кимберли страдает от булимии.
Также Плато занималась фигурным катанием. Она готовилась к возможному участию в Олимпийских играх, в то время как получила роль в сериале «Различные ходы». По словам Плато, её мать решила, что ей стоит уделять больше внимания съёмкам в телесериале.
После увольнения из сериала Плато пыталась заявить о себе как о серьёзной актрисе, однако ей этого не удалось. Карьера Плато пошла на спад, она появлялась во второсортных фильмах, в том числе в «мягком порно». После рождения сына она вставила себе имплантаты и снялась для журнала Playboy в 1989 году, что также не помогло её карьере.

## Личная жизнь
Плато очень рано пристрастилась к наркотикам и алкоголю. В 14 лет Плато приняла огромную дозу валиума. Она подтвердила употребление наркотиков и алкоголя во время съёмок сериала «Различные ходы».
В декабре 1983 года Плато переехала к рок-музыканту Лэнни Ламберту. Пара поженилась в апреле 1984 году. 2 января 1988 года приёмная мать Плато Кей скончалась от склеродермии в возрасте 49 лет. В ту же неделю Плато и Ламберт разошлись. Пара развелась в марте 1990 года. Ламберту досталось право опеки над их единственным сыном Тайлером Эдвардом (02.07.84—06.05.10), а Плато — право посещения ребёнка.
В 1991 году Плато оказалась в Лас-Вегасе без работы. Ей пришлось устроиться на работу в химчистку. 28 февраля она зашла в видеомагазин, достала ружьё и потребовала отдать деньги из кассового аппарата. Забрав деньги, она ушла, а продавец набрал 911 и сказал: «Меня только что ограбила девушка, которая играла Кимберли в „Различных ходах“». Через 15 минут Плато вернулась на место происшествия и сразу была арестована. Оружие было лишь пневматической винтовкой с нарезным стволом, а похищенная сумма составляла 164 доллара. Певец Уэйн Ньютон внёс за Дану залог в размере 13.000 долларов, она получила пять лет испытательного срока. Заголовки газет запестрели упоминаниями её имени, она обсуждалась во время общественных дебатов на тему детей-актёров, особенно вкупе с другими актёрами из «Различных ходов» Гари Коулмэном и Тоддом Бриджесем. В январе 1992 года её снова арестовали, на этот раз за подделку рецепта валиума. Она отсидела 30 дней в тюрьме за нарушение испытательного срока, а после отправилась в реабилитационный центр.
После съёмок в эротическом фильме «Другие черты», Плато появилась на обложке журнала для лесбиянок Girlfriends в 1998 году. В интервью Дайан Андерсон-Миншелл Плато заявила, что она лесбиянка, хотя позже она отказалась от этих слов. По некоторым данным, Плато находилась в состоянии алкогольного опьянения во время съёмки.
В интервью на шоу Говарда Стерна Плато сказала, что смерть матери и развод с мужем произошли в одну неделю. В отчаянии она подписала доверенность на имя бухгалтера, который сбежал с большой суммой, а ей оставил около 150.000 долларов. Она рассказывала, что бухгалтера так и не нашли, несмотря на тщательные поиски, а также, что он украл деньги в размере около 11 млн долларов. Незадолго до смерти она с женихом Робертом Менчакой перешли жить в автомобиль с жилым кузовом для загородного отдыха в Наварру, Флорида.

### Последнее интервью и смерть
7 мая 1999 года Плато появилась на шоу Говарда Стерна, где она рассказала, что помолвлена с 28-летним Робертом Менчакой, который руководил её карьерой. Она откровенно отвечала на вопросы, обсудив свои финансовые трудности и проблемы с законом. Она призналась, что уже более 10 лет не принимает алкоголь и наркотики, кроме выписанных из-за недавнего удаления зубов мудрости обезболивающих. Один звонивший назвал её «тюремщицей, лесбиянкой, наркоманкой с психическими проблемами». Это побудило Плато предложить пройти тест на наркотики в прямом эфире (и даже заключить пари на большую сумму одному особо сомневающемуся слушателю). Однако некоторые звонившие, равно как и Стерн, защищали Плато, утешая и говоря комплименты.
После первых двух негативных звонков позвонила некая Джули и сказала, что Плато выглядит замечательно и говорит правильные вещи и что не может понять, почему люди так нападают на неё. Плато заплакала, высказывая слова благодарности. Ей также позвонил бывший наркоман и сказал, что верит всему, что она рассказала. Другие звонившие придерживались нейтральной позиции, задавая вопросы в основном о сериале «Различные ходы». Стерн сказал, что Плато появится на концерте The Expo of the Extreme в Чикаго через две недели.
На следующий день Плато и Менчака возвращались в Калифорнию. Они остановились в доме матери Менчаки в Муре, Оклахома, чтобы отметить День матери. Плато пошла прилечь в автомобиль, припаркованный вне дома и позже скончалась от передозировки карисопродола и гидрокодона. Смерть в 34 года была признана самоубийством. Её тело было кремировано.

### Смерть сына
Спустя 11 лет после смерти Плато, 6 мая 2010 года её 25-летний сын Тайлер Ламберт покончил с собой выстрелом в голову в Талсе, Оклахома. Его бабушка, Джони Ричардсон, заявила, что Тайлер употреблял алкоголь и наркотики, которые возможно и привели к самоубийству. Джонни Уайтакер, бывший менеджер Плато и друг семьи, сказал ABC News, что Ламберт «всегда хотел быть с мамой. День матери всегда был сложным не только потому, что это день матери, но и потому, что это время, когда умерла Дана».

## Фильмография
| Год       |    | Русское название                       | Оригинальное название                     | Роль                                |
| --------- | -- | -------------------------------------- | ----------------------------------------- | ----------------------------------- |
| 1975      | с  | Человек на шесть миллионов долларов    | The Six Million Dollar Man                | девушка на теннисном корте          |
| 1975      | тф | По ту сторону Бермудского треугольника | Beyond the Bermuda Triangle               | Уэнди                               |
| 1976—1980 | с  | Семья                                  | Family                                    | Дебби / Мэри Бет Сандерс            |
| 1977      | ф  | Изгоняющий дьявола 2                   | Exorcist II: The Heretic                  | Сандра Фалор                        |
| 1977      | тф | Возвращение в Бугги Крик               | Return to Boggy Creek                     | Иви Джо                             |
| 1978      | с  | —                                      | What Really Happened to the Class of ’65? | н/д                                 |
| 1977      | ф  | Конец                                  | The End                                   | танцующая студентка                 |
| 1978      | ф  | Калифорнийский отель                   | California Suite                          | Дженни Уоррен                       |
| 1978—1986 | с  | Различные ходы                         | Diff’rent Strokes                         | Кимберли Драммонд                   |
| 1979      | с  | Факты из жизни                         | The Facts of Life                         | Кимберли Драммонд                   |
| 1979      | с  | Привет, Ларри                          | Hello, Larry                              | Кимберли Драммонд                   |
| 1979—1980 | с  | Калифорнийский дорожный патруль        | CHiPs                                     | Дария Ричардсон / в роли самой себя |
| 1980      | с  | ABC Специально после школы             | ABC Afterschool Specials                  | Дейзи Далленджер                    |
| 1981      | тф | —                                      | A Step in Time                            | н/д                                 |
| 1983      | тф | Американская школа                     | High School U.S.A.                        | Кара Эймс                           |
| 1984      | с  | Лодка любви                            | The Love Boat                             | Пэтти Спрингер                      |
| 1985      | с  | Проблемы роста                         | Growing Pains                             | Лиза                                |
| 1989      | ф  | Травма                                 | Prime Suspect                             | Дайана Мастерс                      |
| 1992      | ки | —                                      | Night Trap                                | Келли                               |
| 1992      | ф  | —                                      | The Sounds of Silence                     | Дебора Николс                       |
| 1992      | ф  | —                                      | Bikini Beach Race                         | Джей Ди                             |
| 1994      | ф  | Безмолвная ярость                      | Silent Fury                               | н/д                                 |
| 1995      | ф  | Месть одинокого волка                  | Lethal Cowboy                             | Элизабет                            |
| 1995      | ф  | —                                      | Millenium Day                             | н/д                                 |
| 1995      | ф  | Загнанный в угол                       | Compelling Evidence                       | Дана Филдс                          |
| 1997      | в  | Кикбоксер с лезвиями                   | Blade Boxer                               | Рита                                |
| 1997      | ф  | Тигр                                   | Tiger                                     | Андреа Бейкер                       |
| 1998      | в  | Другие черты                           | Different Strokes                         | Джилл Мартин                        |
| 1998      | ф  | —                                      | The Hostage                               | Лесли                               |
| 1998      | ф  | —                                      | Desperation Boulevard                     | в роли самой себя                   |
| 1999      | ф  | —                                      | Silent Scream                             | Эмма Джонс                          |
| 2002      | ф  | —                                      | Pacino Is Missing                         | прокурор                            |